# Metarthrodes longipes
Metarthrodes longipes is een hooiwagen uit de familie Gonyleptidae.